# 岡林信康アルバム第3集 俺ら いちぬけた
『岡林信康アルバム第3集 俺ら いちぬけた』（おかばやしのぶやすアルバムだいさんしゅう おいら いちぬけた）は、岡林信康が1971年8月1日にURCレコードより発売したスタジオ・アルバム。現在は、Apple Musicでも配信されている。

## 解説
柳田ヒログループ（柳田ヒロ、高中正義、戸叶京助）を基本バックバンドに起用して、「はちみつぱい」からも鈴木慶一と和田博巳が参加したフォークロック快作で、URCレコードからのオリジナルとしては最後のスタジオ・アルバムになる。
”フォークの神様”というレッテルに耐えられず、対人恐怖症になった岡林が、自分が岡林信康だと知らない人ばかりが住む世界に一刻も早く逃げたいという強い願望を込めて作った「人と自然」がテーマのアルバム。本作発表後、農村へ移住した。
はっぴいえんどのハードロック的なエレキの音に疲れ、ピアノの音が恋しくなり、ピアノ弾きを探していたところ柳田ヒロを紹介された。
「身体は東京に居るんだけど、気分は田舎暮らしだったから、サウンド的にもエレキでギンギンっていうのはダメだった。キーボードが心地よかったね」。
ジャケットは川仁忍が一生懸命撮ったのを、黒田征太郎がむちゃくちゃにデザインしたので、川仁が「やられた！」と言っていたという。
レコーディングにも参加した岩井宏とのインタビューでは、前作までは反体制的な内容の詩も多かったが、本作では「結局反抗してて無茶苦茶やっても、”人間らしい”ということにならへんのや。人間は"毛のないエテ公"なんや。そやから自然を生活基盤にせな、あかんと思ったんやな。『山岸会』に行ったり那須の牧場に行って働いたりしてると、まず個人の生活様式を変えていかなアカンと思うたんやな」と語っている。
レコーディング中は、「あーあ、あと何回歌わなあかんのやろな」と苦悩もあったが、編集段階になると笑い声も入ってなごやかなムードで進んだ。

## 収録曲
※　記載以外は、作詞・作曲：岡林信康、編曲：柳田ヒロ

### Side A
1. 堕ちた鳥のバラード（アルバム・バージョン）[注釈 1]  –  (3:23)
  - 作詞：佐藤信
2. 仲のいい二人  –  (5:05)
3. いくいくお花ちゃん[注釈 1]  –  (3:51)
  - 作詞：佐藤信
4. ゆきどまりのどっちらけ  –  (4:34)
  - 1970年12月1日に神田共立講堂で行われたコンサートでは、「1970年12月暮」というタイトルだった[6]。
5. 俺らいちぬけた  –  (3:39)

### Side B
1. 偉いもんだよ人間は  –  (2:48)
2. 毛のないエテ公  –  (2:45)
  - デズモンド・モリスの著書「裸のサル」に影響を受けて作られた[7]。
3. つばめ  –  (4:56)
4. 人間の条件  –  (3:18)
5. 申し訳ないが気分がいい（アルバム・バージョン）  –  (5:20)
  - 山岸会で自然農法を学んでいるときにできた曲[4]。同曲が終わって、しばらく後に「岡林信康に捧げる唄」も収録されている。

## レコーディング・メンバー

### ミュージシャン
- 唄、ギター  –  岡林信康
- ピアノ、オルガン、ベース、ボンゴ  –  柳田ヒロ
- ドラム、コンガ  –  戸叶京助
- ベース、ギター  –  高中正義
- ギター  –  鈴木慶一
- ギター  –  和田博己
- バンジョー  –  岩井宏
- フィドル  –  玉木宏樹
- スチール・ギター  –  小林潔
- ギター  –  石川鷹彦
- テナーサックス、横笛  –  村岡健
- フルート  –  衛藤幸雄
- コーラス  –  安田南、宇佐美じゅんこ、吉見佑子

### スタッフ
- ディレクター  –  田川律、柳田ヒロ
- プロデュース  –  秦政明
- 写真撮影  –  川仁忍
- A.D.  –  黒田征太郎
- A.P.  –  田川律
- Mix  –  梅津達男

## 発売履歴
| 発売日         | レーベル         | 規格 | 規格品番  | 備考                                         |
| -------------- | ---------------- | ---- | --------- | -------------------------------------------- |
| 1971年8月1日   | URCレコード      | LP   | URG-4001  |                                              |
| 1976年10月25日 | URCレコード      | LP   | UX-8009   | 販売元は東宝レコード。                       |
| 1980年         | SMSレコード      | LP   | SM22-4103 |                                              |
| 1992年12月2日  | 東芝EMI          | CD   | TOCT-6873 |                                              |
| 2008年8月22日  | ディスクユニオン | CD   | FJ-1003   | 2008年デジタルリマスター盤、紙ジャケット仕様 |
| 2013年3月20日  | ディスクユニオン | CD   | ONL-1003  | 2008年デジタルリマスター盤                   |